# Charles Lane (cineasta)
|  | Per a altres significats, vegeu «Charles Lane». |

Charles Lane (nascut el 26 de desembre de 1953) és un actor i cineasta nord-americà.
Mentre assistia a la Purchase College com a estudiant de cinema, va fer un curtmetratge titulat A Place in Time basat en el famós incident de Kitty Genovese. Aquest curt li va guanyar una certa atenció, inclòs la victòria en un Oscar Estudiantil.
Aleshores Lane va dirigir i protagonitzar els llargmetratges True Identity, un vehicle per al còmic britànic Lenny Henry finançat per la Walt Disney Company. Va escriure, dirigir i protagonitzar Sidewalk Stories de 1989, una pel·lícula en blanc i negre sobre un artista de carrer sense llar que es converteix en el guardià d'una nena petita després que el seu pare sigui assassinat. La pel·lícula gairebé muda va ser un homenatge a The Kid de Charlie Chaplin i va ser un dels favorits de la crítica. Va guanyar diversos premis del festival, inclòs el Prix du Public al Festival de Cinema de Canes, on la seva ovació de 12 minuts va establir un nou rècord. També va rebre tres nominacions als Premis Independent Spirit: Millor Director, Millor Primera Pel·lícula i Millor Protagonisme Masculí En el seu 25è aniversari el 2014, Sidewalk Stories es va remasteritzar digitalment i es va tornar a projectar al Festival de Canes i al Festival de Cinema de Tribeca.
Lane també va tenir un paper protagonista a la pel·lícula de Mario Van Peebles Posse, com Weezie, sovint objectes de les bromes.
Ha treballat amb James Earl Jones, Lenny Henry i Frank Langella i va oferir un dels primers papers cinematogràfics a l'actriu de The Sopranos Edie Falco. Lane sovint presenta diversos amics i familiars a les seves pel·lícules, com ara el germà Gerald, l'amic George i la filla Nicole Alysia.

## Filmografia

### Pel·lícula
| Any  | Títol            | Paper              | Notes                                   |
| ---- | ---------------- | ------------------ | --------------------------------------- |
| 1977 | A Place in Time  | L’artista          | Curtmetratge també guionista i director |
| 1989 | Sidewalk Stories | Artista            | també guionista, director i editor      |
| 1991 | True Identity    | Duane              | també director                          |
| 1993 | Posse            | "Weezie"           |                                         |
| 2009 | The Mind         | Stan, The Landlord |                                         |
| 2014 | Mr. Nice         |                    | Episodi 4: cinematògrag                 |
| 2015 | Yellow Tape      |                    | guionista i director                    |

### Televisió
| Any  | Títol                          | Paper    | Notes |
| ---- | ------------------------------ | -------- | ----- |
| 1993 | American Playhouse: Hallelujah | director |       |

## Premis i nominacions
| Any  | Premi                                                                   | Treball nominat  | Resultat  |
| ---- | ----------------------------------------------------------------------- | ---------------- | --------- |
| 1976 | Oscar Estudiantil                                                       | A Place in Time  | Guanyador |
| 1989 | Festival de Canes Prix du Public                                        | Sidewalk Stories | Guanyador |
| 1990 | Independent Spirit al millor director                                   | Sidewalk Stories | Nominat   |
| 1990 | Independent Spirit a la millor primera pel·lícula                       | Sidewalk Stories | Nominat   |
| 1990 | Independent Spirit al millor actor                                      | Sidewalk Stories | Nominat   |
| 1990 | Festival Internacional de Cap de Setmana de Würzburg Favorit del Públic | Sidewalk Stories | Guanyador |